# Fichtenspitzen
Fichtenspitzen, die jungen Triebe der Fichtenbäume (Gattung Picea), werden in vielen Kulturen aufgrund ihrer vielfältigen Anwendungen in der Volksmedizin geschätzt. Sie sind bekannt für ihren hohen Gehalt an Vitamin C und anderen bioaktiven Substanzen, die verschiedene gesundheitliche Vorteile bieten können.

## Beschreibung
Fichtenspitzen sind die jungen, hellgrünen Triebe, die im Frühjahr an den Enden der Äste von Fichtenbäumen sprießen. Diese Triebe sind weich und haben einen harzigen, frischen Geschmack.

## Verwendung in der Medizin
In der Kräutermedizin werden Fichtenspitzen für ihre heilenden Eigenschaften geschätzt. Sie werden oft in Form von Sirup verwendet, der helfen kann, Husten und Halsschmerzen zu lindern. Die Spitzen werden auch zur Herstellung von Tinkturen und Tees verwendet, die bei Atemwegserkrankungen unterstützend wirken sollen. Die heilenden Kräfte der Fichtenspitzen beruhen auf ihren antibakteriellen und entzündungshemmenden Eigenschaften. Sie enthalten auch ätherische Öle, die beim Einatmen durch Dampfinhalation helfen können, die Atemwege zu befreien.

## Wissenschaftliche Betrachtung
Studien haben gezeigt, dass Fichtenspitzen eine Quelle für natürliche Antioxidantien sind, die freie Radikale bekämpfen können. Die Forschung in diesem Bereich ist jedoch noch nicht umfassend, und viele der traditionellen Anwendungen basieren auf anekdotischen Beweisen.

## Kulinarische Nutzung
Neben medizinischen Anwendungen werden Fichtenspitzen auch in der Küche verwendet. Junge Triebe können zu Marmeladen, Gelees und sogar zu alkoholischen Getränken wie Likören verarbeitet werden.